# 95593 Азусієніс
95593 Азусієніс (95593 Azusienis) — астероїд головного поясу, відкритий 16 березня 2002 року.
Тіссеранів параметр щодо Юпітера — 3,169.